# یواس‌اس کالاوی (ای‌پی‌ای-۳۵)
یواس‌اس کالاوی (ای‌پی‌ای-۳۵) (به انگلیسی: USS Callaway (APA-35)) یک کشتی بود که طول آن ۴۹۲ فوت (۱۵۰ متر) بود. این کشتی در سال ۱۹۴۲ ساخته شد.